# Vukhtim
Vukhtim (en rus: Вухтым) és un poble (un possiólok) de la República de Komi, a Rússia, segons el cens del 2010 tenia 755 habitants.